# 戶羽川站
戶羽川站（日语：／ Tobagawa eki */?）是位於岐阜縣岐阜市，名古屋鐵道高富線的鐵道車站（廢站）。
站名取自附近的戶羽川。

## 歷史
在1913年，高富線的前身長良輕便鐵道路線開通，此站啟用。當初站名為繼子涮站（日语：／），在1934年改名為戶羽川站，同時原本名為戶羽川站改名為下岩崎站。高富線在戰後由於開始機動化，加上高富線的運輸能力比巴士弱，因此在1960年全線廢除，此站也同時廢除。
- 1913年（大正2年）12月25日 - 長良輕便鐵道長良北町站至高富站之間開通，繼子涮站啟用[3][4][5]。
- 1915年（大正4年）11月20日 - 長良輕便鐵道與美濃電氣軌道（日语：美濃電気軌道）市內線互相連接。在11月26日起開始直通運輸[4]。
- 1920年（大正9年）9月10日 - 長良輕便鐵道合併至美濃電氣鐵道，成為美濃電氣鐵道高富線的車站[4]。
- 1930年（昭和5年）8月20日 - 美濃電氣軌道與名古屋鐵道（第一代。同年中改名為名岐鐵道，在1935年起再改名為名古屋鐵道）合併。成為名古屋鐵道高富線的電車站[4]。
- 1934年（昭和9年）7月26日 - 車站改名為戶羽川站。同日，戶羽川站（第一代）改名為下岩崎站[5]。
- 1960年（昭和35年）4月22日 - 隨著高富線全線廢除，此站也被廢除[4]。

## 車站構造
截至車站廢除前，此站是地面車站，設有1面1線的單式月台。此站設有候車室。在下岩崎站與三田洞站加設列車交會設備前，此站設有2面2線的相對式月台。

## 其他
車站遺址附近設有岐阜巴士「戶羽川」巴士站。此站附近為戶羽川分岔處，而河川於附近也蜿蜒曲折。在廢除後進行河道整治。現時車站遺址變為戶羽川的東岸。

## 相鄰車站
名古屋鐵道
高富線
下岩崎－戶羽川－三田洞
- 在1938年前，此站與鄰站三田洞站之間曾經設有上岩崎站（日语：／）。

## 注腳